# Severo-Kurilsk
Severo-Kurilsk (ryska Се́веро-Кури́льск, japanska 柏原, Kashiwabara) är en stad i Sachalin oblast i Ryssland. Den ligger på norra delen av Kurilerna, på ön Paramushir. Folkmängden uppgår till cirka 2 500 invånare.

## Historia

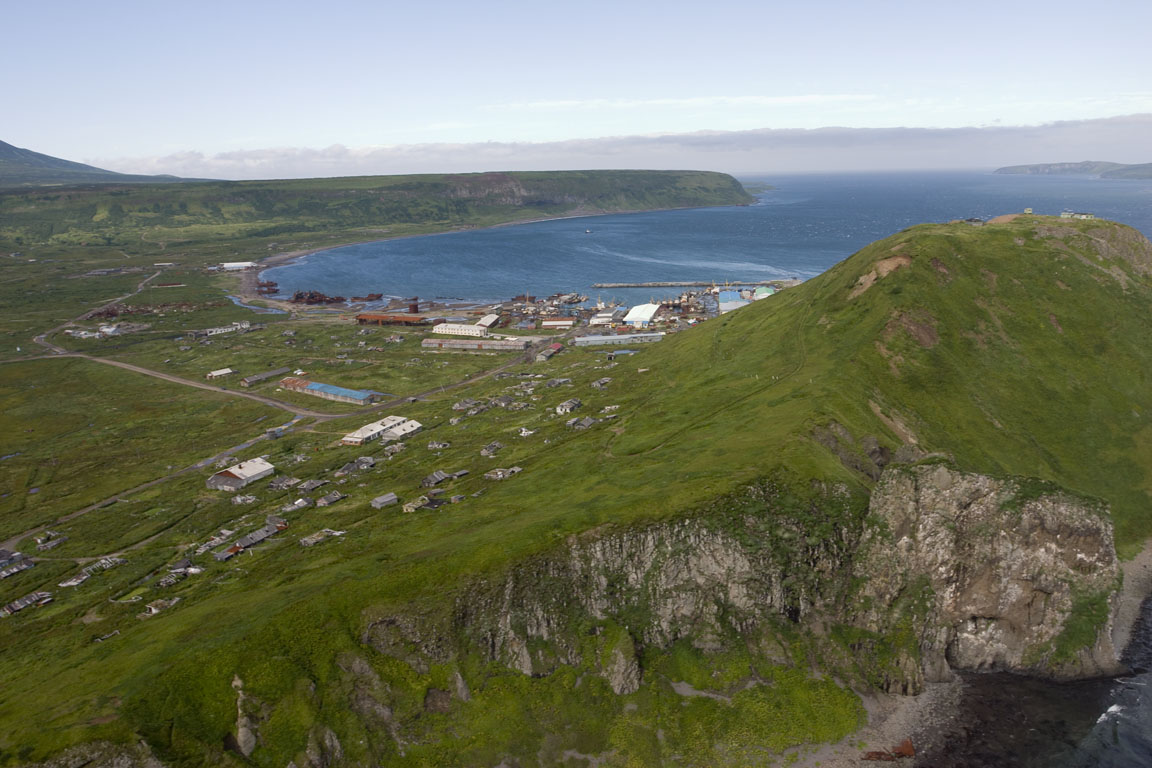
Utsikt över Severo-Kurilsk före tsunamin.

Ainufolket var urbefolkning på Paramushir, som kom under rysk kontroll på 1750-talet. Den ryska överhögheten bekräftades i fördrag 1855, men ön överfördes sedan till Japanska imperiet 1875. Japanerna upprättade en bosättning på platsen för den största ainubosättningen, som fick namnet Kashiwabara.
Under det andra världskriget blev Kashiwabara starkt befäst och var högkvarter för Kashiwabaras flygfält. Under invasionen av Kurilerna landsatte Sovjetunionen trupper på Paramushir den 18 augusti 1945. Striderna upphörde den 23 augusti, när japanerna kapitulerade. Sovjet annekterade ön 1946 och döpte om staden från Kashiwabara till Severo-Kurilsk (ungefär norra Kuril-staden).
5 november 1952 totalförstördes staden vid en våldsam tsunami och minst 2 336 av stadens invånare dödades. Staden återuppbyggdes sedan på högre höjd.